# Comté de Washington (Nebraska)
Pour les articles homonymes, voir Comté de Washington.
Le comté de Washington est un comté de l'État du Nebraska, aux États-Unis. Son siège est la ville de Blair.

## Communautés
- Arlington, village
- Blair, ville
- De Soto (en), zone non incorporée
- Fontanelle, zone non incorporée
- Fort Calhoun, ville
- Herman, village
- Kennard, village
- Nashville (en), zone non incorporée
- Orum, zone non incorporée
- Spiker, zone non incorporée
- Telbasta, zone non incorporée
- Washington, village

### Cantons
Les cantons (townships) inclus sont :
- Township 1
- Township 2
- Township 5
- Township 6
- Township 7